# Братовешти (Долж)
Братовешти (рум. Bratoveşti) насеље је у Румунији у округу Долж. Oпштина се налази на надморској висини од 66 m.

## Становништво
Према подацима из 2011. године у насељу је живело 6055 становника.